# Orogenia Acádica

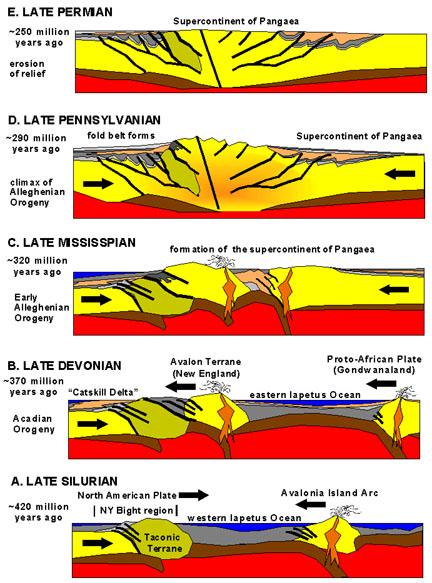
Orogenia apalachiana.

La orogenia acadia fue un fenómeno de deformación de montañas que afectó la parte norte del geosinclinal de los Apalaches, entre la actual Nueva York y Terranova, acaecido durante el período Devónico.
La orogenia fue más intensa al norte de Nueva Inglaterra. Su origen ha sido atribuido a la colisión del segmento nororiental de la placa Norteamericana con la actual Europa Occidental.
La evidencia de dicha orogenia está plasmada en la alteración de las rocas de antes y después del Devónico.
- Datos: Q415093
- Multimedia: Acadian Orogeny / Q415093